# آن دودک
آن دودک (انگلیسی: Anne Dudek؛ زادهٔ ۲۲ مارس ۱۹۷۵) یک هنرپیشه آمریکایی است. وی از سال ۲۰۰۰ میلادی تاکنون مشغول فعالیت بوده‌است.
از فیلم‌ها یا برنامه‌های تلویزیونی که وی در آن نقش داشته‌است می‌توان به امور پنهانی، دختران سفیدپوست، ۱۰ مورد یا کمتر اشاره کرد.